# Купальщица Вальпинсона
«Купальщица Вальпинсона» — картина Жана Огюста Доминика Энгра, написанная в 1808 году. Также известна под названием «Большая купальщица» (La Grande Baigneuse). С 1879 года и по сей день хранится в парижском Лувре. Написанная в Риме, в период учёбы Энгра во Французской академии в Риме, картина изначально называлась «Сидящая женщина». Современное название носит по фамилии одного из прежних владельцев — Леонарда Вальпинсона.
Поначалу картина не встретила одобрения критиков, однако спустя пятьдесят лет, когда Энгр уже завоевал высокую репутацию, братья Гонкур писали, что «сам Рембрандт позавидовал бы янтарному цвету этого бледного женского стана», а Лувр охарактеризовал работу как «шедевр гармоничных контуров и тонкого света».
Энгр уже писал обнажённую женскую натуру ранее, например «Купающуюся женщину» 1807 года, однако именно «Большая купальщица» общепринято  считается его первым выдающимся произведением в жанре ню. Несмотря на схожесть композиции, в картине отсутствует откровенная сексуальность, как в предыдущей работе, и она передаёт лишь спокойную и размеренную чувственность.
Шарль Бодлер описал картину как сочетание глубинного сладострастия и подлинного целомудрия. Это противоречие проявляется в различных элементах картины. С одной стороны, оборот шеи, изгиб спины и ног подчёркивается спадающей зелёной драпировкой, белой занавесью, складками простыней и белья; с другой — им противопоставляются прохладные телесные тона купальщицы и чёрный мрамор в левом нижнем углу картины.
Отмечая уникальную манеру Энгра в изображении человеческого тела, искусствовед Роберт Розенблюм писал, что картина «вызывает ощущение магического замирания времени, движения и даже законов гравитации. Женщина словно парит в воздухе, и её массивные формы удивительным образом отвергают земное притяжение».
Энгр неоднократно возвращался в своём творчестве к образу сидящей спиной к зрителю обнажённой женщины, достигнув кульминации его воплощения в центральной фигуре «Турецких бань» (1863), играющей на мандолине на переднем плане и перекликающейся по ритму и тону с купальщицей Вальпинсона.